# Atletica leggera ai Giochi della XVII Olimpiade - Getto del peso femminile

Video della Finale (filmato in B/N)

La competizione del getto del peso femminile di atletica leggera ai Giochi della XVII Olimpiade si è disputata il giorno  2 settembre 1960 allo Stadio Olimpico di Roma

## L'eccellenza mondiale
| Camp.ssa olimpica 1956    | 16,59      | Tamara Tyškevič | Assente   |
| Camp.ssa europea 1958     | 15,74      | Marianne Werner | Rit. 1959 |
| Primatista mondiale       | 17,78 1960 | Tamara Press    | Presente  |
| Vincitrice dei Trials USA | 15,50      | Earlene Brown   | Presente  |

## Risultati

### Turno eliminatorio
Qualificazione14,50 m
Dodici atlete ottengono la misura richiesta. 

La miglior prestazione appartiene a Earlene Brown (USA), con 16,15 m.
| Pos. | Atleta             | Nazione          | Lanci | Lanci | Lanci | Misura |
| Pos. | Atleta             | Nazione          | 1°    | 2°    | 3°    | Misura |
| ---- | ------------------ | ---------------- | ----- | ----- | ----- | ------ |
| 1    | Earlene Brown      | Stati Uniti      | 16,15 | -     | -     | 16,15  |
| 2    | Valerie Sloper     | Nuova Zelanda    | 16,07 | -     | -     | 16,07  |
| 3    | Tamara Press       | Unione Sovietica | 13,23 | 16,00 | -     | 16,00  |
| 4    | Wilfriede Hoffmann | Germania         | 15,84 | -     | -     | 15,84  |
| 5    | Renate Garisch     | Germania         | 15,78 | -     | -     | 15,78  |
| 6    | Johanna Lüttge     | Germania         | 15,51 | -     | -     | 15,51  |
| 7    | Zinaida Doynikova  | Unione Sovietica | 15,10 | -     | -     | 15,10  |
| 8    | Galina Zybina      | Unione Sovietica | 15,03 | -     | -     | 15,03  |
| 9    | Jadwiga Klimaj     | Polonia          | n     | n     | 14,85 | 14,85  |
| 10   | Milena Usenik      | Jugoslavia       | 14,20 | 14,74 | -     | 14,74  |
| 11   | Věra Černá         | Cecoslovacchia   | 14,51 | -     | -     | 14,51  |
| 12   | Eugenia Rusin      | Polonia          | 14,28 | 14,50 | -     | 14,50  |
| 13   | Lidiya Sharamovich | Bulgaria         | 14,06 | 14,09 | n     | 14,09  |
| 14   | Tsvetanka Krasteva | Bulgaria         | 13,66 | 13,99 | n     | 13,99  |
| 15   | Yasuko Matsuda     | Giappone         | 13,51 | 12,56 | 12,99 | 13,51  |
| 16   | Suzanne Farmer     | Gran Bretagna    | 12,03 | 13,10 | -     | 13,10  |
| 17   | Ayala Hetzroni     | Israele          | 12,59 | 11,81 | -     | 12,59  |
| 18   | Wu Jin-Yun         | Taiwan           | 11,53 | 11,42 | 11,76 | 11,76  |

### Finale
La favorita è la sovietica Tamara Press, che nel corso dell'anno ha migliorato il record mondiale di oltre mezzo metro, portandolo a 17,78.

In finale lancia una bordata ben oltre i 17 metri già al secondo lancio, uccidendo di fatto la gara. Subito dopo Johanna Lüttge prenota il secondo posto con 16,59.

È lotta solo per la medaglia di bronzo. Earlene Brown scaglia la palla di ferro a 16,34, sempre al secondo turno. Valerie Sloper la supera al quarto con 16,39; l'americana si riprende il terzo posto con 16,42 all'ultimo turno. All'ultimo lancio si migliora anche la Lüttge, di due centimetri: 16,61.
| Pos.    | Atleta             | Età | Nazione          | Lanci | Lanci | Lanci | Lanci           | Lanci           | Lanci           | Misura |
| Pos.    | Atleta             | Età | Nazione          | 1°    | 2°    | 3°    | 4°              | 5°              | 6°              | Misura |
| ------- | ------------------ | --- | ---------------- | ----- | ----- | ----- | --------------- | --------------- | --------------- | ------ |
| Oro     | Tamara Press       | 23  | Unione Sovietica | 16,08 | 17,32 | 16,40 | 16,19           | 16,20           | 16,14           | 17,32  |
| Argento | Johanna Lüttge     | 24  | Germania         | 16,21 | 16,59 | 15,74 | 15,20           | 15,40           | 16,61           | 16,61  |
| Bronzo  | Earlene Brown      | 25  | Stati Uniti      | 15,73 | 16,34 | 16,07 | 15,80           | 15,95           | 16,42           | 16,42  |
| 4       | Valerie Sloper     | 23  | Nuova Zelanda    | 16,11 | 16,26 | 15,72 | 16,39           | 16,21           | 16,07           | 16,39  |
| 5       | Zinaida Doynikova  | 26  | Unione Sovietica | n     | 15,72 | 15,40 | 15,65           | 16,13           | 15,52           | 16,13  |
| 6       | Renate Garisch     | 21  | Germania         | 15,61 | 15,94 | 15,40 | 15,07           | 15,20           | 15,60           | 15,94  |
| 7       | Galina Zybina      | 29  | Unione Sovietica | 13,82 | 15,56 | 15,37 | Non qualificate | Non qualificate | Non qualificate | 15,56  |
| 8       | Wilfriede Hoffmann | 28  | Germania         | 14,87 | 14,75 | 15,14 | Non qualificate | Non qualificate | Non qualificate | 15,14  |
| 9       | Věra Černá         | 22  | Cecoslovacchia   | 15,06 | 14,29 | n     | Non qualificate | Non qualificate | Non qualificate | 15,06  |
| 10      | Jadwiga Klimaj     | 29  | Polonia          | 14,06 | 14,66 | 13,78 | Non qualificate | Non qualificate | Non qualificate | 14,66  |
| 11      | Eugenia Rusin      | 27  | Polonia          | n     | 14,55 | 14,18 | Non qualificate | Non qualificate | Non qualificate | 14,55  |
| 12      | Milena Usenik      | 26  | Jugoslavia       | 14,19 | 14,12 | 14,11 | Non qualificate | Non qualificate | Non qualificate | 14,19  |

Per la prima volta nella storia dell'atletica ai Giochi, due sorelle vincono entrambe l'oro olimpico. La sorella di Tamara, Irina, è salita sul gradino più alto del podio negli 80 ostacoli.